# 中央 (路易斯安那州)
中央（英語：Central），是美国路易斯安那州下属的一座城市。根据2010年美国人口普查，该市有人口26,864人。建置上，属于“city”。